# Елефантске пећине
Елефантске пећине (маратхи: घारापुरीची लेणी, Gharapuričja Lini  што дословно значи "Град пећина") чини мрежа пећинских храмова исклесаних у стенама на острву Елефанта у заливу Мумбаја, око 10 км источно од средишта велеграда. Пећински храмови су подељени у две групе, већа група хиндуистичких храмова украшених раскошним рељефима шиваизма (хинду секта обожавања Шиве), и мања група будистичких храмова. Сви су исклесани из базалтних стена од 5. до 8. века, али идентитет његових аутора је још увек предмет расправе. Изворно су све биле изнутра осликане, али су данас остали само трагови боје.
Најпознатија пећина из групе хиндуистичких пећина на западном брду је тзв. "Велика пећина" (Пећина 1.) која својим монументалним улазом гледа на морску обалу од које је удаљен око 1,5 км. Храм има површину од 5,600 м², а састоји се од главне дворане, две бочне, дворишта и припадајућих светишта. Дубок је 39 метара и испуњен је бројним приказима Шиве, у различитим позама и радњама.
На источном делу острва налази се мања групаа будистичких пећина у брду које је по ступи од опеке прозвано "Брдо ступе".
Ови храмови су били у употреби све до доласка Португалаца 1534. године који су острво прозвали Елефанта по великој скулптури слона на обали (данас у музеју у Мумбаију). Након века немара, храмови су обновљени 1970-их, а 1987. године уписани су на УНЕСКО-в Списак места Светске баштине у Азији и Аустралазији.
- Нацрт Велике пећине
- Тројство Шиве Тримурти
- Једна мања пећина